# John Scudamore (2e vicomte Scudamore)
John Scudamore, 2e vicomte Scudamore (vers 1650 - juillet 1697), est un propriétaire foncier et un homme politique anglais.

## Biographie
Il est le petit-fils de John Scudamore (1er vicomte Scudamore), d'Elizabeth Porter, fille d'Arthur Porter, de Lanthony, Gloucester. Il succède à son grand-père dans la vicomté en 1671. C'est une pairie irlandaise qui ne lui permet pas de siéger à la Chambre des lords anglaise . Au lieu de cela, il est élu au Parlement pour Hereford en 1673, poste qu'il occupe jusqu'en 1679, puis représente le Herefordshire jusqu'en 1681. Il est également sous-lieutenant du Gloucestershire et haut commissaire de Hereford .
Lord Scudamore épouse Frances Cecil, fille unique de John Cecil (4e comte d'Exeter), en 1672. Ils ont trois fils, dont l'aîné est mort jeune. Lady Scudamore est décédée en 1694. Lord Scudamore lui survit trois ans et meurt en juillet 1697. James Scudamore (3e vicomte Scudamore), son deuxième fils aîné, a lui succède comme vicomte.